# جودي كلارك (فنانة)
جودي كلارك (بالإنجليزية: Judy Clark)‏ هي فنانة بريطانية، ولدت في 1949.